# 유엔 안전 보장 이사회 결의 제1928호
유엔 안전 보장 이사회 결의 제1928호는 2010년 6월 7일, 15개국 만장일치로 채택되었다.

## 상세
이전에 조선민주주의인민공화국의 상황에 대한 관련 안보리 결의를 모두 상기시켰다. 이들은 다음과 같다. 유엔 안전 보장 이사회 결의 제825호(1993), 유엔 안전 보장 이사회 결의 제1540호(2004), 유엔 안전 보장 이사회 결의 제1695호(2006), 유엔 안전 보장 이사회 결의 제1718호(2006), 유엔 안전 보장 이사회 결의 제1874호(2009), 유엔 안전 보장 이사회 결의 제1887호(2009)이다.
유엔안보리는 조선민주주의인민공화국의 2차 핵실험 직후 통과된 유엔 안전 보장 이사회 결의 제1874호(2009)에 따른 무역 금수조치의 기간을 연장했다.
그리고 유엔 안보리 내 유엔 안전 보장 이사회 대북제재위원회의 전문가 패널의 활동 임기를 연장하는데 합의하였다.

## 같이 보기
- 2009년 조선민주주의인민공화국 핵 실험